# Austrotriton subdistortus
Austrotriton subdistortus is een slakkensoort uit de familie van de Cymatiidae. De wetenschappelijke naam van de soort werd voor het eerst geldig gepubliceerd in 1822 door Lamarck als Triton subdistortus.